# Eridostraca
De Eridostraca zijn een infraorde van uitgestorven kreeftachtigen uit de klasse van de Ostracoda (mosselkreeftjes).

## Taxonomie

### Superfamilies
- Cryptophyllidae Adamczak, 1961 †
- Eridoconchidae Henningsmoen, 1953 †

### Familie
- Conchoprimitiidae Henningsmoen, 1953 †